# Kraljevska kapela blaga svetog Januarija
Kraljevska kapela blaga svetog Januarija (tal. Reale cappella del Tesoro di San Gennaro) je kapela koja se nalazi u katedrali u Napulju, u Italiji, a posvećena je svetom Januariju, svecu zaštitniku grada Napulja. Ovo je najraskošnije ukrašena kapela u katedrali i sadrži radove vodećih baroknih umjetnika u Napulju.

## Povijest
Napulj je 1526. i 1527. doživio francusku opsadu, ponovnu pojavu kuge i vulkansku erupciju Vezuva s popratnim potresima. Preživjeli Napuljci obvezali su se podići kapelicu svom svecu zaštitniku, svetom Januariju. Godine 1527. stanovništvo izabranog grada javnobilježničkom ispravom obećalo je tisuću dukata za svetohranište, a 10.000 dukata za izgradnju nove kapele. Dana 5. veljače 1601. "izbornici grada" imenovali su odbor od dvanaest laika, koji su pozvali "Deputaciju" da sagradi novu kapelu. Radovi su započeli 1608., a završili 1646. Cijena je premašila 480.000 scudi. Radovi su privremeno odgođeni jer se kardinal nadbiskup Francesco Boncompagni oštro protivio izuzeću Deputacije iz jurisdikcije biskupijskog reda, iako crkva nije financirala njezinu izgradnju; međutim 1605. godine, Deputacija je zapravo dobila papinsku bulu pape Pavla V. da započne s izgradnjom svetišta. Stoljećima kasnije, nakon što se Napulj pridružio Kraljevini Italiji, kapela je izuzeta s popisa vjerskih objekata koje je država konfiscirala.
Zahvaljujući raznim papinskim bulama, prava kapela riznice Svetog  Januarija ne pripada biskupijskoj kuriji, već gradu Napulju, a predstavlja je drevna institucija, koja postoji i danas, "Deputacija", izabrana iz različitih zona Napulja.
Tijekom 17. i 18. stoljeća, kapela je također korištena za glazbene aktivnosti, uz prisustvo majstora kao što su Cimarosa, Paisiello, Francesco Provenzale Francesco Durante, Scarlatti i Charles Broschi.

## Slikovne dekoracije
Odabir i primjena slikovnog ukrasa bila je saga koja je uključivala mnoge vrhunske slikare Rima i Napulja s početka 17. stoljeća. Deputacija zadužena za izgradnju i uređenje kapele, prvotno je povjerila slikovni ukras kapele Giuseppeu Cesariju, također zvanom Cavalier d'Arpino. Slikar je bio popularan u Rimu za vrijeme pape Klementa VIII. Aldobrandinija i ostao je takav i za vrijeme pape Pavla V. Borghesea. Zahtjev je proslijeđen 1616., a ugovor je potpisan 7. ožujka 1618. Ali Cesari je bio spor s prelaskom u Napulj, a Deputacija je 1620. opozvala njegov ugovor i mjesto umjesto toga ponudila Guidu Reniju. Reni je, nakon mnogo cjenkanja oko plaćanja, odbio zadatak, i konačno je narudžba ponuđena slikaru Fabriziju Santafedeu, koji je surađivao s Battistellom Caracciolom i bolonjskim učenikom Renija, Francescom Gessijem, da predloži dizajn. Deputacija, međutim, nije bila zadovoljna planom. Ubrzo nakon toga Santafede je umro, a ekipa Caracciola i Gessija je otpuštena.
Dana 2. prosinca 1628. poslali su zahtjeve za novim prijedlozima, ovaj put uključujući i lokalne napuljske slikare. Nijedan podnesak nije bio zadovoljavajući. Godine 1630. deputacija je naručila uzorak slike od slikara Domenica Zampierija (Domenichino), koji je poput Renija bio Carraccijev učenik u Rimu. Zamolili su ga da podnese sliku koja prikazuje mučeništvo San Gennara (sada u museo del tesoro di San Gennaro). Zadovoljan podneskom, angažiran je 1631.
Domenichino je dovršio većinu fresaka u kapeli. Naslikao je četiri vrha: Zavjet koji su dali Napuljci 1527., Susret svetog Gennara s Kristom u nebeskoj slavi, Djevica zagovara Napulj i Pokroviteljstvo svetih Gennara, Agripine i Agnello Abate. Također je naslikao priču o životu San Gennara u tri lunete (1633.) i u lukovima. Četiri velike oltarne pale koje je Domenichino naslikao uljem na bakru predstavljaju: Odrubljenje glave svetog Januarija, Čudo nemoćnika ozdravljenog uljanicom, Nemoćnika na grobu Sveca i Uskrsnuće mrtvog čovjeka. Domenichino je iznenada umro 6. travnja 1641. godine. Nekoliko mjeseci kasnije, zamijenio ga je drugi Carraccijev sljedbenik koji je tada bio u Rimu, Emilian, Giovanni Lanfranco. Međutim, Deputacija je 6. lipnja 1646. odlučila zamoliti lokalnog slikara Massima Stanzionea da dovrši oltarnu sliku Čuda opsjednutih, koju je Domenichino ostavio nedovršenom. Naposljetku, Stanzioneova prijava nije bila prihvatljiva, pa su posao povjerili Jusepeu de Riberi, koji je naslikao San Gennaro izlazi neozlijeđen iz peći Cimitile.

## Arhitektonski i kiparski prilozi[6]
Dizajn kapele povjeren je teatinskom svećeniku i arhitektu Francescu Grimaldiju, koji je bio aktivan u projektiranju drugih crkava, uključujući crkvu Santa Maria della Sapienza, baziliku San Paolo Maggiore i crkvu Sant'Andrea delle Dame. Kako bi se dovršila kapela San Gennaro, nekoliko je zgrada srušeno, uključujući neke kuće, neke kapelice i malu crkvu Sant'Andrea. Kapela ima tlocrt grčkog križa s kupolom.
U unutrašnjosti je Francesco Solimena izradio oltar od porfira (1667.) koji uokviruje srebrnu prednju stranu (1692. – 1695.) Giovana Domenica Vinaccie. Iza oltara, dvije niše sa srebrnim vratima koje je darovao Charles II od Španjolske 1667. godine čuvaju bočice s krvlju Svetog Januarija. Relikvijarnu bistu svetog Januarija u zlatu i srebru izradila su tri provansalska zlatara, a darovao ju je Karlo II. 1305. godine. Najveće brončane skulpture, uključujući sv. Petra i Pavla s bočne strane ulaza, izradio je Giuliano Finelli, Berninijev učenik. Mramorni ukras kapele započeo je 1610. prema Grimaldijevim planovima, a dovršen pod vodstvom Christophera Monterossa. Mjedena vrata kapele dizajnirao je Cosimo Fanzago 1630. zamijenivši ona koja je izgradio Giovanni Giacomo Conforto 1628.
Tu su i pedeset i četiri poprsja relikvijara, sva u srebru. Freske su Domenichino, Lanfranco i Ribera.